# Adorazione dei pastori (Daniele Crespi)
L'Adorazione dei pastori è un dipinto ad olio su tela realizzato da Daniele Crespi e situato nella pinacoteca del Castello Sforzesco di Milano.

## Storia e descrizione
Il quadro fu realizzato tra il 1623 e il 1625 in un clima pervaso dai nuovi dettami della Controriforma cattolica che pervasero anche l'arte tramite una rigida regolamentazione dell'iconografia sacra promossa dal cardinale Federico Borromeo. 
La scena è quindi rappresentata in maniera molto semplice e sobria: i personaggi principali sono tutti in primo piano, con i due pastori ai lati a rompere la simmetria della scena, mentre uno sfondo cupo senza connotazioni particolari consente allo spettatore di focalizzarsi ancor di più sulla scena dell'adorazione. Se il volto della Vergine è caratterizzato da tratti raffinati e delicati, i volti di san Giuseppe e dei due pastori vengono rappresentati con connotati estremamente realistici di ispirazione caravaggesca.